# Zobera
Zobera is een geslacht van vlinders van de familie dikkopjes (Hesperiidae), uit de onderfamilie Hesperiinae.

## Soorten
- Z. albopunctata Freeman, 1970
- Z. marginata Freeman, 1979